# Hyphensystem
Der Fruchtkörper eines Pilzes kann aus verschiedenen Hyphentypen oder -formen bestehen, die innerhalb des Hyphensystems unterschiedliche Aufgaben erfüllen. Neben meist dünnwandigen und durchscheinenden generativen Hyphen kommen auch Bindehyphen und Skeletthyphen vor.

## Monomitische Hyphensysteme
Diese bestehen aus gleichartigen, meist dünnwandigen, durchscheinenden Hyphen. Generative und nicht generative Hyphen können nicht unterschieden werden.

## Dimitische Hyphensysteme
Hyphensystem mit zwei unterschiedlichen Hyphentypen, meist mit generativen Hyphen und Skeletthyphen, seltener mit generativen Hyphen und Bindehyphen.

## Trimitische Hyphensysteme
Ein Hyphensystem mit dreierlei Hyphenformen. Neben den generativen Hyphen kommen auch Bindehyphen und Skeletthyphen vor.